# Saint-Paul-de-Vence
Saint-Paul település Franciaországban, Alpes-Maritimes megyében. Lakosainak száma 3190 fő (2022. január 1.). Saint-Paul-de-Vence Cagnes-sur-Mer, La Colle-sur-Loup és Vence községekkel határos.

## Népesség
A település népessége az elmúlt években az alábbi módon változott:
| Lakosok száma | 1570 | 2542 | 2903 | 3338 | 3504 | 3451 | 3477 | 3252 | 3179 | 3190 |
|               | 1968 | 1982 | 1990 | 2006 | 2013 | 2015 | 2017 | 2019 | 2020 | 2022 |